# Ponte di San Rocco
Il ponte di San Rocco è un ponte di Vimercate, l'ultimo fortificato della Lombardia.

## Storia

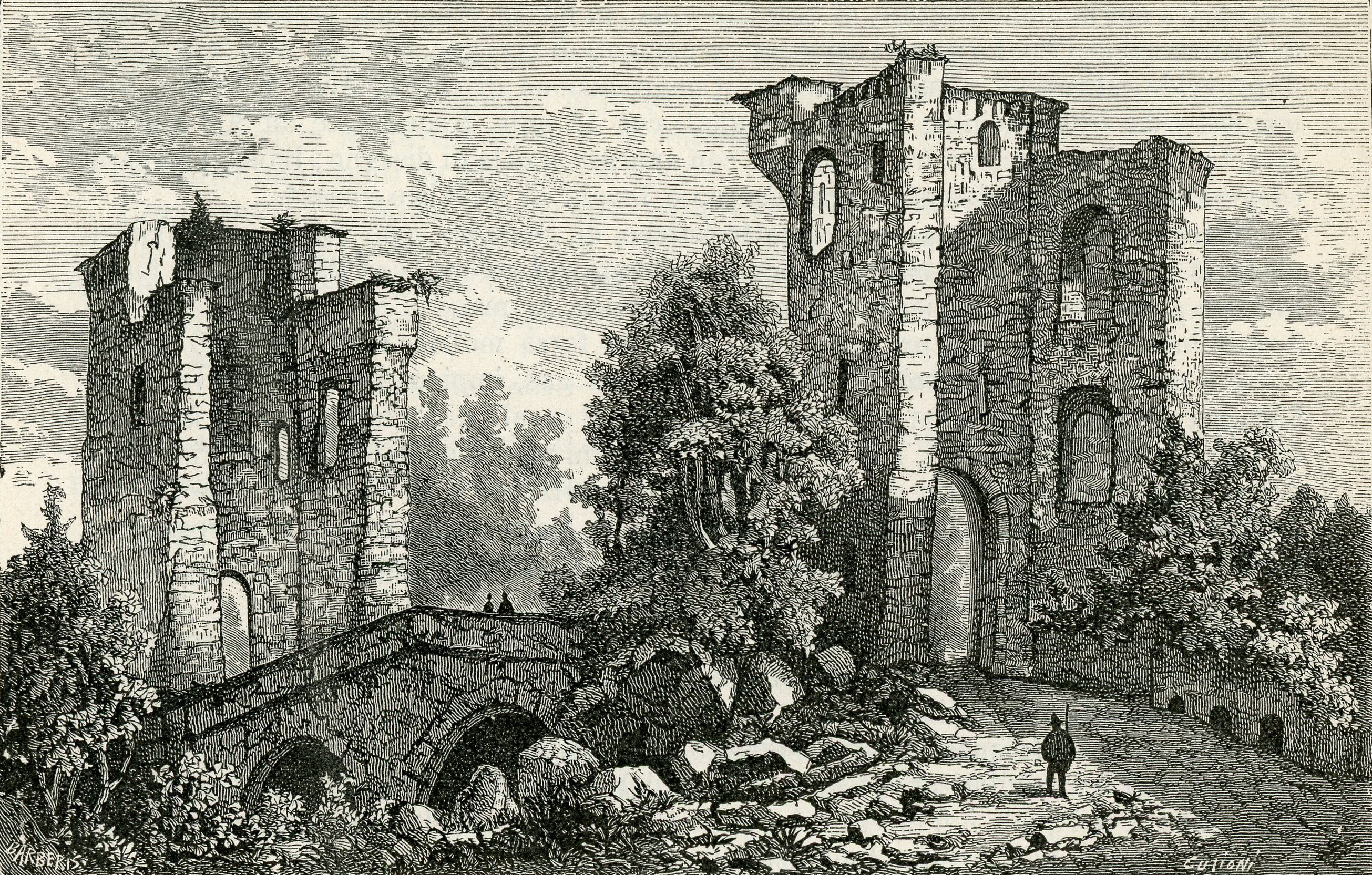
Il ponte di San Rocco in una xilografia ottocentesca

Costruito nella porzione più antica già nell'epoca romana, venne fortificato nel XII secolo, due secoli dopo venne innalzata la prima torre e costituita la seconda. 
In decadenza, venne riscoperto e recuperato nell'800, divenendo simbolo dell'identità cittadina, venendo restaurato negli anni '20 di quel secolo.
L'ultimo restauro fu nel 2002, nel 2004 venne poi aperto un nuovo ponte per ridurre il carico su quello storico.

## Struttura
Lungo 28,5 metri e largo circa 4, è costruito in pietra a blocchi e ricoperto di masselli. Come fortificazioni ha due torri.